# Ethnic Cleansing
«Расовая война началась. Ваш цвет кожи — это ваша униформа в битве за выживание вашего вида. Белая раса рассчитывает на вас в деле обеспечения своего сосуществования. Враги вашего народа окружают вас морем гнили и грязи, что они принесли в некогда чистое и белое государство.
Ни один из них не должен быть пощажён.»
Ethnic Cleansing (с англ. — «Этническая чистка») — пропагандистская неонацистская антисемитская компьютерная игра для платформы PC, разработанная американской расистской неонацистской организацией Национальный альянс и опубликованная Resistance Records в 2002 году. Игра считается самой неполиткорректной в истории игростроя, также она вызвала бурное обсуждение в американских СМИ. В игре присутствует пропаганда самой организации и идей Национального альянса, так как при прохождении игры его лидер Уильям Пирс призывает к так называемой «Белой революции», во время загрузки игры он говорит «Белая революция — единственное решение» (англ. white revolution is the only solution). Игроку на выбор предлагается играть за члена Ку-клукс-клана или за скинхеда, в игре два уровня, городские улицы и метрополитен, в котором находится вход в подземелье, где игрока ожидает «босс» игры. В начале второго уровня под потолком висит изображение яблока со Звездой Давида внутри и надписью над ним Welcome to New York City, это отсылка к общественному мнению, что евреи Нью-Йорка составляют многочисленный элемент, также яблоко считается прозвищем города. В роли противников игрока, в стереотипичной форме, выступили афроамериканцы, латиноамериканцы и евреи. По ходу прохождения игры присутствуют неоднократные расовые стереотипы и предрассудки, так, к примеру, при убийстве афроамериканца тот издаёт звук обезьяны, а еврей говорит «Ой-вей». Уильям Пирс заявил, что девяносто процентов обладателей игры являются белыми подростками. Релиз игры состоялся 21 января 2002 года в День Мартина Лютера Кинга.

## Музыка
В качестве саундтрека использовались следующие композиции:
- RaHoWa — «When The Boats Come In»
- No Remorse — «This Time The World»